# Резаи, Араван
Арава́н Резаи́ (фр. Aravane Rezaï; родилась 14 марта 1987 года в Сент-Этьене, Франция) — иранская и французская теннисистка; победительница четырёх турниров WTA в одиночном разряде; первая победительница Турнира чемпионок WTA.

## Биография
Одна из трёх детей Арсалана и Нуршин Резаи. Есть брат Анош и сестра Каменд. Первые шаги в теннисе сделала в 8 лет. Предпочитает действовать у задней линии. Любимое покрытие — хард. Среди теннисных кумиров выделяет Штеффи Граф и Андре Агасси. Владеет английским, французским и персидским языками.

## Спортивная карьера

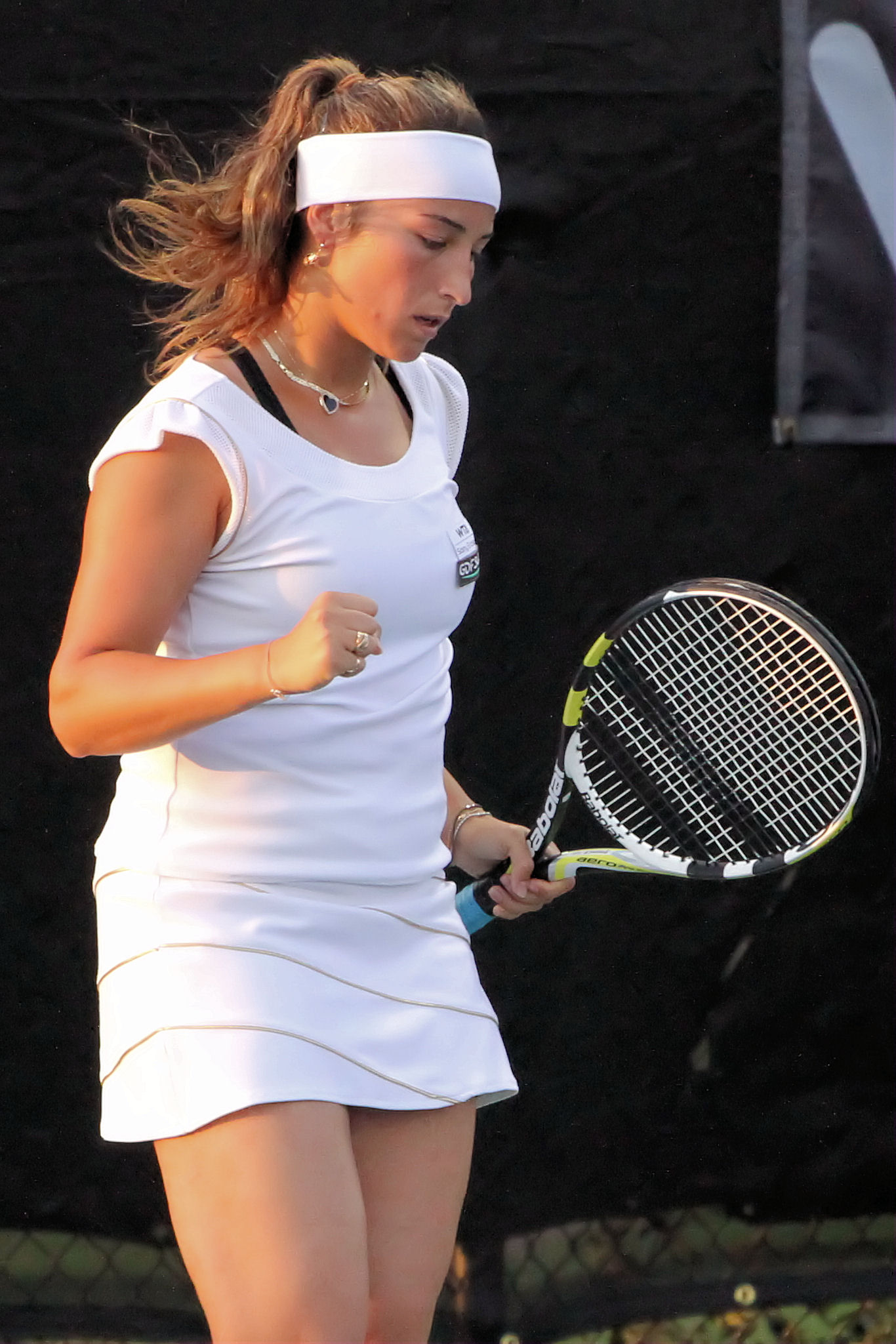
Резаи в 2011 году

Дважды выигрывала теннисный турнир женских Исламских игр в одиночном разряде, победив на соревнованиях третьих (2001 год) и пятых игр (2005 год). В январе 2004 года Резаи впервые через квалификацию пробилась на взрослый турнир из цикла ITF во Франции, где смогла выйти в финал. В октябре того же года она выиграла первые два титула на 10-тысячниках ITF в Италии. В мае 2005 года удалось выиграть 50-тысячник в Сен-Годенсе. Затем она дебютировала на турнирах серии Большого шлема, получив уайлд-кард на Ролан Гаррос. В первом матче на таком уровне была обыграна Камиль Пен, а во втором уступила Марии Шараповой. В следующем сезоне на Ролан Гаррос она отобралась через три раунда квалификации и смогла доиграть до третьего раунда. В июле 2006 года, после попадание в первый четвертьфинал в WTA-туре — на турнире в Палермо, впервые вошла в топ-100 мирового рейтинга. На дебютном Открытом чемпионате США ей удалось выйти в четвёртый раунд (лучший результат на Больших шлемах). Осенью 2006 года Резаи отметилась трижды выходом в 1/4 финала в основном туре и титулом на 75-тысячнике ITF в Пуатье (Франция), что позволило завершить сезон в топ-50.
Старт сезона 2007 года оказался неудачным, однако в мае, перед Ролан Гаррос, успешно сыграла на турнире в Стамбуле. Во втором раунде Резаи переиграла Винус Уильямс (6-4, 6-4), а в полуфинале победила вторую ракетку мира на тот момент Марию Шарапову (6-2, 6-4). В дебютном финале WTA-тура она не смогла доиграть матч против Елены Дементьевой, снявшись во втором сете. На Уимблдонском турнире в том году она добилась лучшего результата в карьере — выхода в третий раунд. В концовке сезона выиграла 50-тысячник ITF во Франции. На старте сезона 2008 года Резаи вышла во второй финал в Туре — на турнире в Окленде, где проиграла Линдсей Дэвенпорт. Затем на Открытом чемпионате Австралии она единственный раз в карьере доиграла до третьего раунда. Далее по ходу сезона лучшим результатом был выход весной в полуфинал на турнире в Фесе.
В январе 2009 года Резаи вышла в полуфинал турнира в Окленде. В мае француженка выиграла свой первый в карьере титул WTA-тура, став победительницей турнира в Страсбурге. На Открытом чемпионате Франции она второй раз и последний в карьере смогла выйти в четвёртый раунд на Больших шлемах. В августе на крупном турнире в Торонто она прошла недалеко (до третьего раунда), однако во втором единственный раз в карьере смогла обыграть действующую первую ракетку мира — Динару Сафину (3-6, 6-2, 6-4). В ноябре она смогла стать победительницей малого итогового турнира — Турнир чемпионок WTA. Благодаря этому она под конец года смогла войти в топ-30.
Лучшим в карьере Резаи стал сезон 2010 года. В апреле она сыграла первые матчи за сборную Франции в розыгрыше Кубка Федерации и смогла помочь обыграть Германию. В рейтинге удалось войти в топ-20. В мае она выиграла самый крупный титул в карьере. она стала чемпионкой Премьер-турнира высшей категории в Мадриде. В первом раунде она обыграла Жюстин Энен (4-6, 7-5, 6-0). Затем прошла Клару Коукалову и Андрею Петкович, а в 1/4 финале № 4 в мире Елену Янкович (7-5, 6-4). В 1/2 финала на отказе была обыграна Луция Шафаржова, а в финале удалось выиграть у № 3 в мире Винус Уильямс (6-2, 7-5). На Ролан Гаррос Резаи доиграла до третьего раунда. В июне на траве в Бирмингеме вышла в полуфинал, а на следующем турнире в Истборне в первом раунде нанесла поражение третьей ракетке мира Каролине Возняцки (6-4, 1-6, 6-3). В июле Резаи выиграла четвёртый титул WTA, взяв его на грунтовом турнире в Бостаде. В октябре она поднялась на самую высокую в карьере — 15-ю позицию мирового рейтинга. 2010 год стал единственным в карьере, когда Араван завершила сезон в топ-20.
В апреле 2011 года она во второй и последний раз получила вызов в сборную на Кубок Федерации, где в противостоянии с Испанией (1-4) принесла единственное очко для Франции. В июле Резаи потеряла место в топ-100. Из-за низкого рейтинга в августе на турнир в Далласе пришлось отбираться чрез квалификацию, но ей удалось выиграть шесть матчей подряд (с отборочными) и выйти в финал, где она проиграла Сабине Лисицки. В 2012 году из-за низкого рейтинга она все чаще играла на турнирах цикла ITF и в июле выиграла 50-тысячник ITF. После квалификации на Уимблдон 2013 года Резаи выступала нерегулярно, однако появлялась эпизодически на небольших профессиональных турнирах вплоть до 2023 года.

## Итоговое место в рейтинге WTA по годам
| Год  | Одиночный рейтинг | Парный рейтинг |
| ---- | ----------------- | -------------- |
| 2023 | 1144              |                |
| 2021 | 1276              |                |
| 2015 | 900               |                |
| 2014 | 887               |                |
| 2013 | 513               | 786            |
| 2012 | 169               |                |
| 2011 | 113               | 359            |
| 2010 | 19                | 159            |
| 2009 | 26                | 861            |
| 2008 | 74                | 126            |
| 2007 | 80                | 850            |
| 2006 | 49                |                |
| 2005 | 189               |                |
| 2004 | 497               |                |

## Выступления на турнирах

### Финалы турнировWTAв одиночном разряде (7)

#### Победы (4)
| Легенда: До 2009 года       | Легенда: С 2009 года  |
| --------------------------- | --------------------- |
| Турниры Большого шлема (0)* |                       |
| Олимпиада (0)               |                       |
| Турнир чемпионок WTA (1)    |                       |
| 1-я категория (0)           | Premier Mandatory (1) |
| 2-я категория (0)           | Premier 5 (0)         |
| 3-я категория (0)           | Premier (0)           |
| 4-я категория (0)           | International (2)     |
| 5-я категория (0)           | International (2)     |

| Титулы по покрытиям | Титулы по месту проведения матчей турнира |
| ------------------- | ----------------------------------------- |
| Хард (1)            | Зал (1)                                   |
| Грунт (3)           | Зал (1)                                   |
| Трава (0)           | Открытый воздух (3)                       |
| Ковёр (0)           | Открытый воздух (3)                       |

* количество побед в одиночном разряде.
| №  | Дата          | Турнир               | Покрытие   | Соперница в финале | Счёт        |
| 1. | 23 мая 2009   | Страсбург, Франция   | Грунт      | Луция Градецкая    | 7-6(2) 6-1  |
| 2. | 4 ноября 2009 | Турнир чемпионок WTA | Хард (зал) | Марион Бартоли     | 7-5 — отказ |
| 3. | 16 мая 2010   | Мадрид, Испания      | Грунт      | Винус Уильямс      | 6-2 7-5     |
| 4. | 10 июля 2010  | Бостад, Швеция       | Грунт      | Хисела Дулко       | 6-3 4-6 6-4 |

#### Поражения (3)
| №  | Дата            | Турнир                 | Покрытие | Соперница в финале | Счёт               |
| 1. | 26 мая 2007     | Стамбул, Турция        | Грунт    | Елена Дементьева   | 6-7(5) 0-3 — отказ |
| 2. | 5 января 2008   | Окленд, Новая Зеландия | Хард     | Линдсей Дэвенпорт  | 2-6 2-6            |
| 3. | 27 августа 2011 | Грейпвайн, США         | Хард     | Сабина Лисицки     | 2-6 1-6            |

### Финалы турнировITFв одиночном разряде (12)

#### Победы (8)
| Легенда:         |
| ---------------- |
| 100.000 USD (0)* |
| 75.000 USD (1)   |
| 50.000 USD (3)   |
| 25.000 USD (1)   |
| 10.000 USD (3)   |

* количество побед в одиночном разряде.
| Титулы по покрытиям | Титулы по месту проведения матчей турнира |
| ------------------- | ----------------------------------------- |
| Хард (1)            | Зал (2)                                   |
| Грунт (7)           | Зал (2)                                   |
| Трава (0)           | Открытый воздух (6)                       |
| Ковёр (0)           | Открытый воздух (6)                       |

| №  | Дата            | Турнир                     | Покрытие    | Соперница в финале   | Счёт        |
| 1. | 17 октября 2004 | Кастель-Гандольфо, Италия  | Грунт       | Анна Флорис          | 3-6 6-2 7-5 |
| 2. | 24 октября 2004 | Сеттимо-Сан-Пьетро, Италия | Грунт       | Лиана-Габриэла Балач | 6-3 6-4     |
| 3. | 20 марта 2005   | Рим, Италия                | Грунт       | Мария Пенкова        | 6-2 6-3     |
| 4. | 15 мая 2005     | Сен-Годенс, Франция        | Грунт       | Штефани Герляйн      | 6-4 2-6 6-2 |
| 5. | 11 марта 2006   | Тельде, Испания            | Грунт       | Маги Серна           | 6-4 6-1     |
| 6. | 26 ноября 2006  | Пуатье, Франция            | Хард (зал)  | Ивана Лисяк          | 7-6(0) 6-1  |
| 7. | 18 ноября 2007  | Довиль, Франция            | Грунт (зал) | Кирстен Флипкенс     | 6-4 6-3     |
| 8. | 22 июля 2012    | Контрексевиль, Франция     | Грунт       | Ивонн Мойсбургер     | 6-3 2-6 6-3 |

#### Поражения (4)
| №  | Дата            | Турнир                 | Покрытие   | Соперница в финале | Счёт        |
| 1. | 25 января 2004  | Гренобль, Франция      | Хард (зал) | Мартина Мюллер     | 5-7 1-6     |
| 2. | 21 августа 2005 | Коимбра, Португалия    | Хард       | Моника Никулеску   | 3-6 1-6     |
| 3. | 18 марта 2006   | Фуэртевентура, Испания | Хард       | Элизе Тамаэла      | 3-6 6-3 3-6 |
| 4. | 8 июля 2012     | Мидделбург, Нидерланды | Грунт      | Кирстен Флипкенс   | 1-6 0-6     |

## История выступлений на турнирах
| Турнир                       | 2004          | 2005          | 2006          | 2007          | 2008          | 2009  | 2010  | 2011  | 2012  | 2013  | 2014  | 2015  | Итог   | В/П за карьеру |
| ---------------------------- | ------------- | ------------- | ------------- | ------------- | ------------- | ----- | ----- | ----- | ----- | ----- | ----- | ----- | ------ | -------------- |
| Турниры Большого шлема       |               |               |               |               |               |       |       |       |       |       |       |       |        |                |
| Открытый чемпионат Австралии | -             | -             | К             | 1Р            | 3Р            | 1Р    | 2Р    | 1Р    | 1Р    | -     | К     | -     | 0 / 6  | 3-6            |
| Открытый чемпионат Франции   | К             | 2Р            | 3Р            | 1Р            | 1Р            | 4Р    | 3Р    | 1Р    | 1Р    | 1Р    | -     | К     | 0 / 9  | 8-9            |
| Уимблдонский турнир          | -             | -             | К             | 3Р            | 1Р            | 2Р    | 2Р    | 1Р    | К     | К     | -     | -     | 0 / 5  | 4-5            |
| Открытый чемпионат США       | -             | -             | 4Р            | 2Р            | 2Р            | 1Р    | 2Р    | 1Р    | К     | -     | -     | -     | 0 / 6  | 6-6            |
| Итог                         | 0 / 0         | 0 / 1         | 0 / 2         | 0 / 4         | 0 / 4         | 0 / 4 | 0 / 4 | 0 / 4 | 0 / 2 | 0 / 1 | 0 / 0 | 0 / 0 | 0 / 26 |                |
| В/П в сезоне                 | 0-0           | 1-1           | 5-2           | 3-4           | 3-4           | 4-4   | 5-4   | 0-4   | 0-2   | 0-1   | 0-0   | 0-0   |        | 21-26          |
| Итоговые турниры             |               |               |               |               |               |       |       |       |       |       |       |       |        |                |
| Турнир чемпионок WTA         | Не проводился | Не проводился | Не проводился | Не проводился | Не проводился | П     | 1/4   | -     | -     | -     | -     | -     | 1 / 2  | 4-1            |

К — проигрыш в квалификации.